# DeGanahl Glacier
DeGanahl Glacier är en glaciär i Antarktis. Den ligger i Västantarktis. Nya Zeeland gör anspråk på området. DeGanahl Glacier ligger 2 151 meter över havet.
Terrängen runt DeGanahl Glacier är varierad. Trakten är obefolkad. Det finns inga samhällen i närheten.